# NO,Thank You!
「NO,Thank You!」（ノーサンキュー）は、放課後ティータイムの通算8枚目のシングル。2010年8月4日にポニーキャニオンから発売された。

## 概要
後期オープニングテーマ「Utauyo!!MIRACLE」と同日発売。表題曲「NO,Thank You!」は、TBS系列で放送のテレビアニメ『けいおん!!』（アニメ第2期）の後期エンディングテーマとして使用された。
「放課後ティータイム」とは、『けいおん!』に登場する平沢唯、秋山澪、田井中律、琴吹紬、中野梓のキャラクター5人によるバンドユニット。歌っているのは、各キャラクターの声を演じる豊崎愛生、日笠陽子、佐藤聡美、寿美菜子、竹達彩奈の5人の声優。「NO,Thank You!」では、日笠陽子（秋山澪役）がメインヴォーカル、他の4人がコーラスをそれぞれ担当した。
ジャケットイラストの異なる初回限定盤と通常盤の2パターンをリリース。初回限定盤はピクチャーレーベル仕様の着せ替えジャケットになっている。
楽曲は日笠陽子の突き抜けるリードボーカルを中心としたドライブ感あふれるロックンロールナンバーで、まっすぐ突き抜ける爽快感を持った物となっている。

## 主な記録
2010年8月3日付のオリコン・シングルデイリーチャートにて本作と「Utauyo!!MIRACLE」がそれぞれ2位と3位を獲得。2010年8月16日付オリコン・週間シングルチャートでは、本作と「Utauyo!!MIRACLE」がSMAPの「This is love」に次いでそれぞれ初登場2位と3位を獲得した。初動売上は前期オープニングテーマ「GO! GO! MANIAC」を上回る8.7万枚となり、μ'sの「僕たちはひとつの光/Future style」に抜かれるまではキャラクター名義のシングルとして当時の歴代第1位だった。声優のシングルとしては、林原めぐみの「don't be discouraged」に次ぐ第2位を記録した。また、ミュージックステーションやCDTVでのシングルランキングでも2位を獲得した。
2週目となる2010年8月23日付で「Utauyo!!MIRACLE」と共に10万枚を突破した。2014年10月13日付でμ'sの『それは僕たちの奇跡』が10万枚を突破するまでの4年間、キャラクターによる10万枚を突破したシングルは現れていなかった。また、同作品としては最後の10万枚突破シングルである。

## 収録曲
（全作詞：大森祥子、作曲：前澤寛之、編曲：小森茂生）
1. NO,Thank You! [4:13]
テレビアニメ『けいおん!!』後期エンディングテーマ
2. Girls in Wonderland [3:30]
3. NO,Thank You!（Instrumental）
4. Girls in Wonderland（Instrumental）

## 収録アルバム
| 曲名                | 収録アルバム                  | 発売日        | 備考                                 |
| ------------------- | ----------------------------- | ------------- | ------------------------------------ |
| NO,Thank You!       | 『K-ON! MUSIC HISTORY'S BOX』 | 2013年3月20日 | CD-BOX、ディスク1『OP & EDシングル』 |
| Girls in Wonderland | 『K-ON! MUSIC HISTORY'S BOX』 | 2013年3月20日 | CD-BOX、ディスク1『OP & EDシングル』 |